# Федерация футбола СССР
Федера́ция футбо́ла СССР — общественная спортивная организация по управлению футболом в СССР, созданная 6 мая 1959 года путём преобразования основанной в 1934 году Секции футбола СССР. Деятельность ФФСССР направлена на развитие и популяризацию футбола в СССР. Первый председатель — Валентин Гранаткин.

## История

### Предыстория
Официально датой рождения Российского футбола считается 12 (24 по новому стилю) октября 1897. В этот день был проведён первый зафиксированный спортивной печатью Российской империи матч футбольных команд.
6 (19) января 1912 года, на учредительном собрании в Санкт-Петербурге создан Всероссийский футбольный союз — первый официальный футбольный орган России. Созданию ВФС содействовало несколько важных факторов: во-первых, на тот момент футбол стал самым популярным видом спорта в России, во-вторых, к тому времени в стране ещё не было основано ни одной единой организации, которая занималась бы вплотную футболом и, в-третьих, на носу были V Олимпийские игры в Стокгольме. Таким образом, 6 января 1912 года был создан ВФС, в который сразу вошли 52 футбольных клуба и председателем был избран Артур Давидович Макферсон (президент Санкт-Петербургской футбольной лиги). На заседании так же решили ряд вопросов, которые касались организации и проведений матчей, был утверждён проект устава ВФС. В первые годы советской власти футболом в стране руководили городские лиги.

Эмблема федерации футбола СССР. Рисунок 1980-х годов

17 (30) июня 1912 года, в Стокгольме на заседании исполкома ФИФА Россия была принята в ФИФА, по итогам собрания представителями от России в исполком ФИФА были избраны Георгий Дюперрон и Роберт Фульда.
27 декабря 1934 года, постановлением Всесоюзного совета физической культуры СССР создана Секция футбола СССР как высшая общественная организация по управлению футболом. Первым председателем Секции футбола СССР был избран Алексей Соколов.
Одновременно при спортивном министерстве СССР (Спорткомитет СССР) существовало управление, которое тоже руководило советским футболом. Но для ФИФА единственным законным органом, представляющим СССР, была Секция футбола. Двойная система управления Советским футболом просуществовала до 1972 года.
27 июля 1947 года, на конгрессе ФИФА в Люксембурге внесли предложение о принятии Секции футбола СССР в ФИФА. А позже 27 сентября 1947 конгресс ФИФА в Роттердаме утвердил принятое решение о приёме Секции футбола СССР в члены ФИФА. Стране было предоставлено место постоянного вице-президента ФИФА, которым был избран Валентин Гранаткин.
В 1950 году Валентин Гранаткин возглавил Секцию футбола СССР.

### Основание Федерации футбола СССР
6 мая 1959 года на учредительной конференции была основана Федерация футбола СССР. Как и её предшественники, Федерация футбола СССР занималась организацией чемпионата СССР по футболу, международными связями и развитием всего Советского футбола в целом. Первым председателем был избран Валентин Гранаткин.
В связи с двойным руководством футбола в стране, в 1972 году Федерация футбола СССР была реорганизована. С этого момента наблюдается резкий спад результатов сборной СССР. С 1972 по 1982 год сборной СССР ни разу не удалось попасть на чемпионат мира и Европы. В истории советской сборной настаёт худший период. Всем было видно, что лучших результатов сборная страны добилась в те годы, когда у советского футбола было двойное руководство — общественное и государственное. Именно поэтому в 1990 году была восстановлена Федерация футбола СССР.
8 февраля 1992 года был основан Российский футбольный союз. Президентом был избран Вячеслав Колосков. РФС — общественная организация, которая будет осуществлять непосредственное управление Российским футболом, а общим руководством и контролем будет заниматься государственное Федеральное агентство по физкультуре и спорту.
3 июля 1992 года ФИФА признала РФС правопреемником Федерации футбола СССР.

## Председатели Федерации футбола СССР
|    | Имя                              | Срок                       |
| -- | -------------------------------- | -------------------------- |
| 1. | Валентин Александрович Гранаткин | май 1959 — январь 1964     |
| 2. | Николай Николаевич Ряшенцев      | январь 1964 — июль 1967    |
| 3. | Владимир Васильевич Мошкаркин    | июль 1967 — январь 1968    |
| 4. | Леонид Борисович Никонов         | январь 1968 — июнь 1968    |
| 5. | Валентин Александрович Гранаткин | июль 1968 — март 1973      |
| 6. | Борис Александрович Федосов      | март 1973 — декабрь 1980   |
| 7. | Борис Николаевич Топорнин        | декабрь 1980 — май 1989    |
| 8. | Лев Георгиевич Лебедев           | июнь 1989 — январь 1990    |
| 9. | Вячеслав Иванович Колосков       | январь 1990 — декабрь 1991 |

## Турниры
- Чемпионат СССР
- Кубок СССР
- Кубок Сезона СССР, по инициативе редакции газеты «Комсомольская правда», никогда не состоял под эгидой Федерации футбола СССР
- Кубок Федерации футбола СССР (Приз Всесоюзного комитета, Турнир «Подснежник» для команд мастеров «класса А», Турнир газеты «Советский спорт»)
- Кубок первой лиги
- Кубок «Золотой колос»
- Кубок «Надежды»
- Кубок «Юности»

## Сборные
- Сборная СССР
- Молодёжная сборная СССР
- Юношеская сборная СССР (до 20 лет)
- Юношеская сборная СССР (до 19 лет)
- Юношеская сборная СССР (до 17 лет)
- Юношеская сборная СССР (до 16 лет)